# Academia.edu
Academia.edu – amerykański serwis społecznościowy, skierowany do naukowców wszystkich dyscyplin. Platforma Academia.edu umożliwia dystrybucję i udostępnianie treści badań naukowych. 
Według danych z 2020 r. platforma zebrała ponad 20 mln prac, a w ciągu miesiąca odnotowuje ponad 100 mln wizyt. W rankingu Alexa była notowana globalnie na miejscu: 614 (maj 2018).